# Gdzie jest Mikołaj?
Gdzie jest Mikołaj? (nid. Midden in de winternacht) – holendersko-szwedzki film familijno-przygodowy z 2013 roku w reżyserii Lourensa Bloka. Scenariusz autorstwa Daana Bakkera i Marko van Geffena.

## Fabuła
Mówiący łoś spada z nieba i ląduje w szopie ośmioletniego Maksa (Dennis Reinsma). Chłopiec cieszy się z wizyty niezwykłego gościa, mimo że przestał już wierzyć w istnienie Mikołaja. Chłopiec znajduje w niezwykłym zwierzęciu powiernika tajemnic i kompana w starciu z łobuzami z sąsiedztwa. Ich przyjaźń zakłóca jednak gburowaty sąsiad Panneman (Arjan Ederveen), który chce powiesić poroże pana łosi jako trofeum na swojej ścianie.

## Produkcja
Zdjęcia do filmu zrealizowano w miejscowości Älvsbyn nieopodal Zatoki Botnickiej w północnej Szwecji.

## Obsada[7]
- Dennis Reinsma(inne języki) – Max
- Dana Goldberg – Kiki
- Mylena Barrios – Kiki
- Brian Herring – łoś Moos
- Jeroen Van Koningsbrugge(inne języki) – łoś Moos
- Jelka Van Houten(inne języki) – Kirsten
- Derek de Lint – święty Mikołaj
- Carla Hardy(inne języki) – babcia Sunny
- Claes Månsson(inne języki) – psychiatra
- Arjan Ederveen(inne języki) – sąsiad Hugo Panneman
- Erik Sundqvist – zarażony chłopiec
- Luc Theeboom – pacjent
- Mats van den Geer – zarażony chłopiec
- Huug van Tienhoven(inne języki) – pacjent

## Polski dubbing[8]
- Dystrybucja: Vivarto(inne języki)[9]
- Reżyseria: Maryla Brzostyńska
- Dialogi: Dorota Dziadkiewicz
- Tłumaczenie: Dorota Dziadkiewicz
- Dźwięk i montaż: Sławomir Karolak(inne języki)
- Kierownik produkcji: Monika Wojtysiak(inne języki)

### Obsada dubbingu
- Michał Sitarski – łoś
- Anna Dereszowska – Kirsten
- Bernard Lewandowski – Max
- Marek Barbasiewicz – święty Mikołaj Eddie
- Sara Lewandowska – Kiki
- Zbigniew Suszyński – Hugo Panneman
- Jolanta Wilk – babcia Sunny
- Beata Wyrąbkiewicz – policjantka, pielęgniarka Gerda
- Piotr Bajtlik – policjant, lektor filmu o łosiach, mężczyzna w stroju Mikołaja, głos automatu w telefonie
- Piotr Biernacki – łobuz
- Jacek Brzostyński – psychiatra
- Krzysztof Mielańczuk(inne języki) – lektor